# Эрик Ромер
Эри́к Роме́р (фр. Éric Rohmer, настоящее имя фр. Jean-Marie Maurice Scherer — Жан-Мари Морис Шерер; 21 марта 1920, Тюль (Коррез) — 11 января 2010, Париж) — французский кинорежиссёр, один из наиболее значительных представителей течения «Новой волны» в послевоенном кинематографе Франции, главный редактор журнала «Cahiers du Cinema» в 1958—1963 годах.

## Биография
В 1940-х годах Морис Шерер пытался начать карьеру литератора. Свой псевдоним он составил из имени режиссёра Эриха фон Штрогейма и фамилии писателя Сакса Ромера. Во второй половине 1950-х годов начал сотрудничать в качестве редактора с журналом «Cahiers du Cinema». С 1957 по 1963 год был главным редактором журнала.
Режиссёрскую карьеру Ромер начал позже своих соратников по журналу — Жан-Люка Годара, Жака Риветта и Франсуа Трюффо. Проявил себя как мастер рафинированно-стилизованной экранизации, перенося на экран этикет и обряды, которыми обставлялись романтические отношения в предыдущие эпохи.
Свои фильмы режиссёр разделил на несколько циклов, из которых наиболее высокую оценку получил первый, рассматривающий вопросы выживания в современных условиях традиционной христианской морали.
По окончании работы над фильмом «Любовь Астреи и Селадона» (2007) Ромер объявил о завершении режиссёрской карьеры.

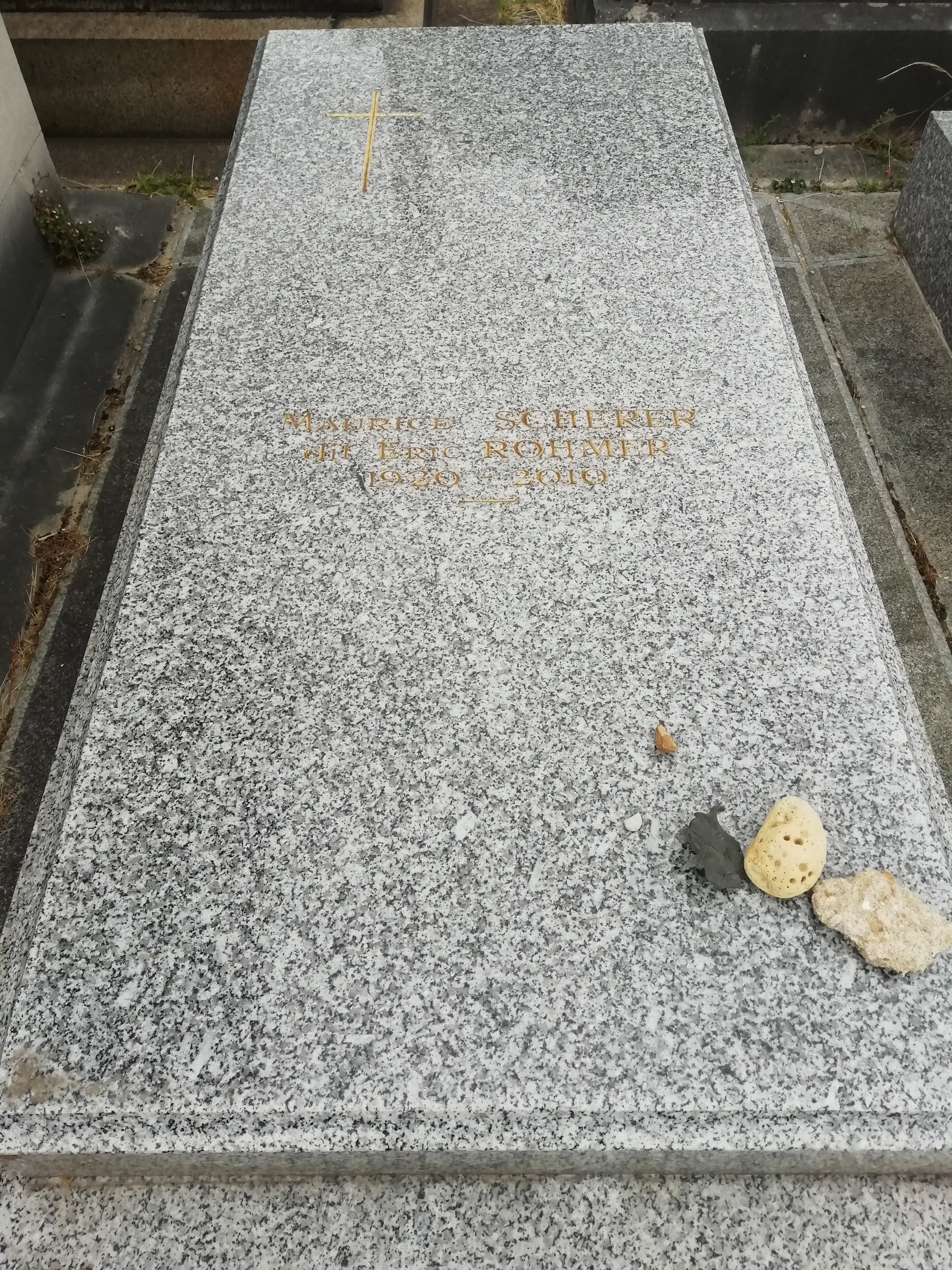
Могила на кладбище Монпарнас.

Скончался в Париже 11 января 2010 года в возрасте 89 лет. Хотя Ромер не мог похвастать престижными кинонаградами, развёрнутые некрологи появились во всех значимых изданиях мира, а французская газета «Libération» посвятила памяти «национального достояния» не только первую, но и ещё десять страниц своего номера. Президент Николя Саркози заявил: «Романтик и классицист, мудрец и иконоборец, сентименталист и моралист, лёгкий и серьёзный, он создал ромеровский стиль, который переживёт его».

## Псевдонимы
Морис Шерер пользовался для своей творческой деятельности несколькими псевдонимами. Свой первый роман «Элизабет» он опубликовал в издательстве «Галлимар» в 1946 году под именем Жильбер Кордье, а как кинематографист использовал имена Энтони Баррье, Эрик Ромер и много других. В титрах своих фильмов он часто фигурирует под совместным с монтажёром Мэри Стефен псевдонимом Себастьен Эрмс.
Это было связано со стремлением разграничить профессиональную деятельность и семейную жизнь. Люди, знавшие Эрика Ромера, не имели представления о жизни Мориса Шерера, и наоборот. Его мать так никогда и не узнала, что сын стал кинематографистом, а его жена Тереза, двое сыновей и внуки не общались с людьми из окружения Эрика Ромера. Только во время пышного погребения две стороны жизни режиссёра объединились. По словам Аманды Лангле, «одна из его невесток мне сказала: „Это так здорово увидеть на самом деле людей, которых мы часто видели в фильмах“».
Чтобы ещё больше запутать журналистов, режиссёр обычно сообщал о себе вымышленные биографические сведения и приводил неверную дату и место рождения — 4 апреля 1923 в Нанси (на самом деле 21 марта 1920 в Тюле). В 1971 году в интервью «Film Quarterly» он добавил: «Время от времени я даю другие даты, но если вы хотите, используйте эту, чтобы быть в согласии с другими биографами. Это определённо 1923-й»

## Мнение Жака Лурселя
Наиболее ярким выразителем мнения большинства любителей кино, не приемлющего творчество Ромера, является критик Жак Лурсель, автор популярного трехтомного «Словаря кино». Поклонник старого Голливуда, французского «папиного кино» и студийной системы, упрекающий Новую волну (в особенности презираемого им Годара) в эстетической нетерпимости и приведении кинематографа в состояние упадка, Лурсель критикует Ромера с позиций крайнего снобизма, взяв для примера одну из его самых известных картин — «Зелёный луч».
Основными упреками, под которыми иной раз готовы подписаться и киноведы, признающие за фильмами Ромера некоторые художественные достоинства, но раздраженные принципиальной невозможностью однозначного истолкования, являются «чрезмерная литературность диалогов» и «риторическая логорея», за которыми кроется «кричащая лживость» и бессодержательность сюжетов.

## Режиссёрские работы

### Притчи с моралью
- 1963 — Булочница из Монсо / La Boulangère de Monceau
- 1963 — Карьера Сюзанны / La Carrière de Suzanne
- 1967 — Коллекционерка / La Collectionneuse
- 1969 — Моя ночь у Мод / Ma Nuit chez Maud
- 1970 — Колено Клер / Le Genou de Claire
- 1971 — Любовь после полудня / L’Amour, l’apres midi

### Комедии пословиц
- 1981 — Жена авиатора / La Femme de l’aviateur. Подзаголовок: «Невозможно ни о чём не думать» (On ne saurait penser à rien)
- 1982 — Выгодная партия / Le Beau mariage. Цитата: «Чей дух несбыточным не грезил? / Воздушных замков кто не возводил?» (Quel esprit ne bat la campagne? / Qui ne fait châteaux en Espagne?)
- 1983 — Полина на пляже / Pauline à la Plage. Пословица: «Тому, кто много говорит, не поздоровится (He who talks too much will hurt himself)»
- 1984 — Ночи полнолуния / Les Nuits de la pleine lune. Пословица: «Имея двух женщин, потеряешь душу; имея два дома, потеряешь рассудок (Qui a deux femmes perd son âme, qui a deux maisons perd sa raison)»
- 1986 — Зелёный луч / Le Rayon Vert. Пословица: «Тот, кто не знает себя, ничего не знает»
- 1987 — Друг моей подруги / L’Ami de mon amie. Пословица: «Друзья моих друзей — мои друзья» (les amis de mes amis sont mes amis)

### Времена года
- 1990 — Весенняя сказка / Conte de printemps
- 1992 — Зимняя сказка / Conte d’Hiver
- 1996 — Летняя сказка / Conte d'été
- 1998 — Осенняя сказка / Conte d’automne

### Прочие фильмы
- 1959 — Знак льва / Le Signe du Lion
- 1976 — Маркиза фон О… / Die Marquise von O…
- 1978 — Персеваль Валлиец / Perceval Le Gallois
- 1987 — Четыре приключения Ренетт и Мирабель / 4 aventures de Reinette et Mirabelle
- 1993 — Дерево, мэр и медиатека / L’Arbre, le maire et la médiathèque
- 1995 — Свидания в Париже / Les Rendez-vous de Paris
- 2001 — Англичанка и герцог / L’anglaise et le duc
- 2004 — Тройной агент / Triple agent
- 2007 — Любовь Астреи и Селадона / Les Amours d’Astrée et de Céladon

### Короткометражные фильмы
- 1950 — Дневник злодея / Journal d’un scélérat (считается утраченным)
- 1951 — Представление, или Шарлотта и её стейк / Présentation ou Charlotte et son steak
- 1952 — Девочки-модели / Les Petites Filles modèles (неоконченный)
- 1954 — Береника / Bérénice
- 1956 — Крейцерова соната / La Sonate à Kreutzer
- 1958 — Вероника и её лентяй / Véronique et son cancre
- 1964 — Надя в Париже / Nadja à Paris
- 1965 — Площадь Звезды / Place de l'Étoile (эпизод фильма Париж глазами…)
- 1966 — Современная студентка / Une étudiante d’aujourd’hui
- 1968 — Фермерша из Монфокона / Fermière à Montfaucon

### Короткометражные фильмы (в соавторстве)
- 1996 — Вкусы и цвета / Des goûts et des couleurs (с Анн-Софи Рувиллуа)
- 1997 — Разные столкновения / Heurts divers (с Франсуа и Флоранс Роше)
- 1998 — Друзья Нинон / Les Amis de Ninon (с Розеттой)
- 1999 — Обрисованная история / Une histoire qui se dessine (с Розеттой)
- 1999 — Изгиб / La Cambrure (с Эдвиж Шаки)
- 2005 — Красное канапе / Le Canapé rouge (с Мари Ривьер)
- 2008 — Предложение / La Proposition (с Анн-Софи Рувиллуа)

### Видеоклипы
- 1987 — Пей свой кофе / Bois ton café (песня: Жан-Луи Валеро, исполнение: Розетта, участие: Паскаль Греггори
- 1990? — Симфоническая любовь / L’Amour symphonique (песня: Жан-Люк Азуле, Жерар Салесс и Ариэль Соннери, исполнение: Ариэль Домбаль

### Телефильмы
- 1979 — Кетхен из Хайльбронна / Catherine de Heilbronn (138 мин.)
- 1989 — Общественные игры / Les Jeux de société (57 мин.)

### Документальные телефильмы
- 1964 — Общественная жизнь в XVIII веке: Физические кабинеты / La Vie de société au xviiie siècle: Les Cabinets de physique (24 мин.)
- 1964 — Метаморфозы пейзажа / Métamorphoses du paysage (22 мин.)
- 1965 — Персеваль, или сказание о Граале / Perceval ou le conte du Graal (23 мин.)
- 1965 — «Дон Кихот» Сервантеса / Don Quichotte de Cervantès (23 мин.)
- 1965 — Карл Теодор Дрейер / Carl Th. Dreyer (61 мин.)
- 1965 — Необыкновенные истории Эдгара По / Les Histoires extraordinaires d’Edgar Poe (25 мин.)
- 1965 — «Характеры» Лабрюйера / Les Caractères de La Bruyère (22 мин.)
- 1965 — Беседа о Паскале / Entretien sur Pascal (22 мин.)
- 1966 — Целлулоид и мрамор / Le Celluloïd et le Marbre (90 мин.)
- 1966 — Виктор Гюго: «Созерцания», книги V и VI / Victor Hugo : les Contemplations, Livres V et VI (20 мин.)
- 1967 — Человек и машина / L’Homme et la Machine (34 мин.)
- 1967 — Человек и его дневник / L’Homme et son journal (36 мин.)
- 1967 — Человек и образы / L’Homme et les Images (35 мин.)
- 1968 — Стефан Малларме / Stéphane Mallarmé (27 мин.)
- 1968 — Послесловие к «Аталанте» / Post-face à L’Atalante (17 мин.)
- 1968 — Человек и границы. I. Замечание о границе / L’Homme et les Frontières I, La Notion de frontière (29 мин.)
- 1968 — Человек и границы. II. Граница сегодня / L’Homme et les Frontières II, Une frontière aujourd’hui (27 мин.)
- 1968 — Нанси в XVIII веке / Nancy au XVIIIe siècle (19 мин.)
- 1968 — Человек и его правительства / L’Homme et ses gouvernements (29 мин.)
- 1968 — Человек и его правительства. II. Региональные власти / L’Homme et les Gouvernements. II. Les Pouvoirs périphériques (29 мин.)
- 1968 — Луи Люмьер / Louis Lumière (66 мин.)
- 1969 — Архитектор Виктор Гюго / Victor Hugo architecte (26 мин.)
- 1969 — Беседа о бетоне / Entretien sur le béton (29 мин)
- 1969 — Послесловие к «Лодырю» / Post-face à Tire au flanc (27 мин.)
- 1969 — Послесловие к «Будю, спасенному из воды» / Post-face à Boudu sauvé des eaux (30 мин.)
- 1969 — Жив ли французский язык? / Le Français langue vivante ? (30 мин.)
- 1970 — «Колдунья» Мишле / La Sorcière de Michelet (28 мин.)
- 1970 — От пера к перу, сообщение: представление и стили / Du stylo au style, le rapport : présentation et styles (20 мин.)
- 1975 — Новые города / Villes nouvelles:
  1. Детство города / Enfance d’une ville (52 мин.)
  2. Разнообразие городского пейзажа / La Diversité du paysage urbain (52 мин.)
  3. Форма города / La Forme d’une ville (49 мин.)
  4. Требуемое помещение / Le Logement à la demande (52 мин.)

### Театр
- 1979 — Кетхен из Хайльбронна / La Petite Catherine de Heilbronn Генриха фон Клейста в театре Амандье в Нантере
- 1987 — Трио в ми-бемоле / Le Trio en mi bémol Эрика Ромера в театре Ле Рон-Пуан в Париже. В марте 1988 спектакль записан в Тулузе для телевидения (реж. Мишель Вюйерме, 76 мин.)

## Кинопремии
- 1967 — Серебряный медведь (Гран-при жюри) на Берлинском кинофестивале за Коллекционерку
- 1969 — Премия Мельеса за Мою ночь у Мод
- 1970 — Премия Луи Деллюка за Колено Клер
- 1971 — Золотая раковина на Сан-Себастьянском кинофестивале за Колено Клер
- 1971 — Премия Мельеса за Колено Клер
- 1976 — Специальный гран-при жюри на Каннском кинофестивале за Маркизу фон О
- 1979 — Премия Мельеса за Персеваля Валлийца
- 1982 — Гран-при французского кино за Выгодную партию
- 1983 — Премия Мельеса за Полину на пляже
- 1983 — «Серебряный медведь» за лучшую режиссуру на Берлинском кинофестивале за Полину на пляже
- 1984 — Премия Мельеса за Ночи полнолуния
- 1986 — Золотой лев на Венецианском кинофестивале за Зелёный луч
- 2001 — Золотой лев на Венецианском кинофестивале за совокупность достижений

## «Ромеровские» актрисы
Как режиссёр Ромер предпочитал работать с одними и теми же актерами и актрисами, находя их среди талантливой начинающей молодежи. Из-за специфичности его кинематографа этих актеров также называли «ромеровскими», что в дальнейшем создавало им препятствия в карьере, поскольку другие режиссёры не хотели иметь с ними дела. По словам Аманды Лангле: «Для киношников быть ромеровской значит вообще не быть актрисой». Мари Ривьер: «Я ненавижу это слово, и Эрик также его не любил. Он заботился о том, чтобы нас не прятать, и всегда был доволен, что мы работаем с другими».
Одни актеры сумели «деромеризироваться», как Фабрис Лукини и Паскаль Греггори, но за рядом актрис, снимавшихся в нескольких фильмах режиссёра, и сыгравших там свои наиболее заметные роли, закрепился эпитет «ромеровских» (Les Rohmeriennes):
- Беатрис Роман
- Паскаль Ожье
- Ариэль Домбаль
- Мари Ривьер
- Розетта
- Аманда Лангле

Из этого числа только Ариэль Домбаль удалось сделать хорошую кинематографическую карьеру.
После выхода картины «Маркиза фон О» Ромер постоянно получал конверты от актеров и ещё больше от актрис, желавших у него сниматься. Эти предложения хранились в отдельном ящике, и продюсер Маргарет Менегос вспоминала, что звук разрываемой оберточной бумаги в его кабинете сообщал о подготовке нового сценария, всегда писавшегося под конкретных исполнительниц. «Он всегда выбирал своих актрис среди тех, которые засвидетельствовали свое желание работать с ним». Затем эти актрисы предлагали ему исполнителей мужских ролей.
Подобно Трюффо, в каждом фильме Ромера у режиссёра была своя муза (французы называют их эгериями), но, в отличие от Трюффо, считавшего секс с исполнительницей главной роли обязательным, Ромер совершенно исключал любую двусмысленность в отношениях. «Мой секрет — это абсолютная нравственная чистота», — говорил он.

## Комментарии
1. ↑  По утверждению биографов Ромера Антуана де Бека и Ноэля Эрпа, «семейная жизнь Мориса Шерера не представляет никакого интереса для биографа»[12].
2. ↑  Слияние исполнителя с персонажем настолько полное, а ситуации внешне настолько простые, что даже многие специалисты приходили к ошибочному мнению, будто актеры не играют, а просто остаются самими собой. Поскольку в кинематографе неореализма и Новой волны использование непрофессиональных актеров было обычной практикой, то тех, кто снимался у Ромера, также зачастую относили к этой категории.
3. ↑  «Деромеризировался» настолько, что однажды сравнил циклический принцип кинематографии Ромера с популярным ситкомом «Элен и ребята», считающимся во Франции одним из образцов примитивности[17].